# Новошарипово
Новошарипово (баш. Яңы Шәрип) — деревня в Давлекановском районе Республики Башкортостан Российской Федерации. Входит в состав Соколовского сельсовета. 

## География

### Географическое положение
Находится на правом берегу реки Дёмы.
Расстояние до:
- районного центра (Давлеканово): 10 км,
- центра сельсовета (Соколовка): 2 км,
- ближайшей ж/д станции (Давлеканово): 10 км.

## Население
| 2002 | 2009 | 2010 |
| ---- | ---- | ---- |
| 43   | ↗44  | ↗59  |

Согласно переписи 2002 года, преобладающие национальности — башкиры (58 %), татары (26 %).